# Camila Mendes
Camila Carraro Mendes (n. 29 iunie 1994, Charlottesville, Virginia, SUA) este o actriță și cântăreață americană, cunoscută pentru portretizarea Veronicăi Lodge în serialul de dramă Riverdale. 
Mendes s-a născut în Charlottesvilles, Virginia, cu părinți brazilieni, Victor Mendes și Gisele Carraro. Mama ei este din Porto Alegre, Rio Grande do Sul, în timp ce tatăl ei este din Brazilia. S-a mutat de 16 ori crescând, dar și-a petrecut cea mai mare parte în Florida, urmând American Heritage School, în  Plantation. La vârsta de 10 ani a locuit un an în Brazilia. 
În mai 2016, Mendes a absolvit New York University Tish School of the Arts. În  timp ce era acolo, a trebuit să se împrietenească cu cântăreața Maggie Roger. În 2018, Mendes a apărut într-un musical vodeo pentru Roges'song ''Give a Little''. Mai târziu a declarat că a fost ''acoperită și agresată sexual'' în timpul petrecut la NYU, ceea ce a motivat-o să își facă un tatuaj deasupra coastei, spunând ''să construiască o casă''.

## Cariera
Prima slujbă de actorie a lui Mendes a fost într-o reclamă pentru IKEA. 
În 2016, Mendes a fost acceptată ca Veronica Lodge în serialul de dramă pentru adolescenți Riverdale, o versiune subversivă a lui Archie Comics. Mendes a fost reprezentată de Organizația Carson Kolker, ulterior schimbându-se în CCA. 
Mendes a apărut în coverul Women's Healt în decembrie 2017 și Cosmopolitan în februarie 2018. Și-a făcut debutul în lungmetraj ca Morgan în The New Romantic, care a avut premiera la festivalul SWSX în martie 2018. În aceeași lună, Mendes s-a alăturat distribuției romantice ''The perfect Date'' alături de Laura Marano și Matt Walsh. Filmul a fost eliberat pe Netflix în 12 aprilie 2019. În 2020 ea a apărut în aclamata critică SF/ Comedie ''Palm Springs''  care a avut premiera la Sundance Film Festival în iunie în Hulu.

## Viața personală
Mendes, a spus că a suferit discriminare la Hollywood și că atunci când a făcut audiții pentru personaje din fundalul Latino-american, i s-a spus ,, Nu arăți destul de latină''. Mendes este brazilian-americană și se identifică ca fiind latino-americană. Vorbește fluent portugheza. 
Apreciez foarte mult modul în care sunt aceste două culturi. Sunt un brazilian de sânge, cu toată familia extinsă a brazilienilor, dar m-am născut și am crescut în Statele Unite. Când mă duc în Brazilia, mă simt americancă, iar în Statele Unite îmi dau seama întotdeauna  de trăsăturile care mă fac braziliancă.
- Camila Mendes într-un interviu pentru ''People Magazine''.